# NGC 4616
NGC 4616 је елиптична галаксија у сазвежђу Кентаур која се налази на NGC листи објеката дубоког неба.
Деклинација објекта је - 40° 38' 30" а ректасцензија 12h 42m 16,5s. Привидна величина (магнитуда) објекта NGC 4616 износи 13,3 а фотографска магнитуда 14,3. Налази се на удаљености од 43,211 милиона парсека од Сунца. NGC 4616 је још познат и под ознакама ESO 322-56, MCG -7-26-30, DCL 134, PGC 42662.